# Моник Габриэль
Мони́к Габриэ́ль (англ. Monique Gabrielle), настоящее имя — Кэ́трин Гонса́лес (англ. Katherine Gonzalez; 30 июля 1963, Канзас-Сити, Миссури, США) — американская актриса и фотомодель. Самые известные роли сыграла в картинах «Эммануэль 5» и «Амазонки на Луне». Известность получила благодаря съёмкам в низкобюджетных картинах, критики называли её воплощением B-movie или «королевой крика».

## Биография
Кэтрин Гонсалес родилась 30 июля 1963 года в Канзас-Сити (штат Миссури, США). Натуральная брюнетка. Ещё будучи в школе Моник заметили модельные агентства, она участвовала в модных показах. В 1980 году переехала в Калифорнию для продолжения карьеры в кинобизнесе и взяла сценический псевдоним Моник Габриэль. В начале 1980-х начала появляться в эпизодических ролях в таких картинах как: «Ночная смена», «Аэроплан II», «Танец-вспышка». После «Мальчишника» (1984), где её экранным партнёром стал Том Хэнкс, начинающую актрису стали замечать продюсеры. Популярность стала расти после того как Моник стала моделью месяца (декабрь 1982) в журнале «Пентхаус». Снималась также в нескольких фильмах для взрослых.
Пиком карьеры актрисы стала главная роль в фильме «Эммануэль 5» режиссёра Валериана Боровчика. Впрочем, съёмки оказались отмечены скандалом. Моник решила, что ей предстоит сниматься в порносценах, чего не было заранее оговорено в контракте. По мнению Боровчика, проблемой стал языковой барьер. Съёмки происходили в экзотической местности, на острове Реюньон, во французской языковой среде. Моник попросила увеличить гонорар, Валериан и Моник повздорили. В итоге, покинуть съёмочную площадку пришлось Боровчику, заканчивал производство продюсер картины, а Боровчик только частично участвовал в монтаже. Картина вышла на экраны в 1987 году и получила преимущественно негативные отзывы прессы, свидетельствовавшие о провале. Американка в роли Эманнуэль не слишком хорошо соответствовала образу созданному Сильвией Кристель в предыдущих фильмах серии.
В картине «Амазонки на Луне» она исполнила своеобразную собирательную камео-роль. Критика отметила её работы в нескольких боевиках, которые вышли direct-to-video. В начале 2000-х завершила карьеру актрисы. С 2003 года Моник замужем за режиссёром Тони Энгоувом. По окончании карьеры организовала небольшую продюсерскую компанию по производству порнофильмов. В настоящее время компания не функционирует.

## Оценка творчества
Наиболее известные работы актрисы относятся к категории эксплуатационных фильмов. Благодаря эффектной внешности, она исполняла характерные роли женщины-вамп с эротическим подтекстом. Снялась более чем в 60 картинах и стала своеобразным воплощением актрисы в категории B в конце 1980-х начале 1990-х годов. По отзывам критиков, Моник лучше всего удавались Femme Fatale, её называли продолжательницей традиций Беверли Гарленд и Кандис Риалсон (en). Картины в жанре эротического кино и soft porno, хотя и считались основным амплуа актрисы, как ни парадоксально, удавались ей в меньшей степени. Её персонажи в «Эммануэль» или в менее известной ленте «Молодая леди Чаттерлей II» (en), получили достаточно низкую оценку критики. Популярной стала шутка, в которой в фильмах герои путали, снималась ли Моник Габриель для «Плейбой» или «Пентхаус».
Более благожелательные отзывы актриса получала за многоплановые роли в боевиках и фильмах ужасов. Так в картине «Ловчий смерти» она воплотила на экране двойного персонажа: добрую принцессу и её злого клона. Положительных отзывов заслужила её работа в боевике «Шелк 2». В сценах где требовалась физическая подготовка, необходимо было демонстрировать владение оружием, актриса выглядела достаточно убедительно. Моник вспоминала, что всего ей пришлось добиваться самостоятельно и трюки в низкобюджетных картинах также приходилось выполнять не обращаясь к услугам каскадёров.

## Избранная фильмография
| Год       |   | Русское название               | Оригинальное название           | Роль                                |
| --------- | - | ------------------------------ | ------------------------------- | ----------------------------------- |
| 1982      | ф | Ночная смена                   | Night Shift                     | Тесси                               |
| 1982      | ф | Аэроплан II: Продолжение       | Airplane II: The Sequel         | школьница                           |
| 1983      | ф | Танец-вспышка                  | Flashdance                      | стриптизёрша                        |
| 1983      | ф | Женщины за решёткой            | Chained Heat                    | Дебби                               |
| 1984      | ф | Мальчишник                     | Bachelor Party                  | Трейси                              |
| 1984      | ф | Сексуальные движения           | Hot Moves                       | Бабс                                |
| 1985—1987 | с | Охотник                        | Hunter                          | полицейская / начальница библиотеки |
| 1987      | ф | Эммануэль 5                    | Emmanuelle 5                    | Эммануэль                           |
| 1987      | ф | Ловчий смерти 2: Битва титанов | Deathstalker II                 | Рина Провидица / Принцесса Иви      |
| 1987      | ф | Амазонки на Луне               | Amazon Women on the Moon        | Тейрин Стил                         |
| 1988      | ф | Из другого мира                | Not of This Earth               | Агнес                               |
| 1989      | ф | Возвращение болотной твари     | The Return Of Swamp Thing       | мисс Пойнсеттиа                     |
| 1989      | ф | Поворот на Трансильванию       | Transylvania Twist              | Пэтти (Патриция)                    |
| 1991      | ф | Злые мультфильмы               | Evil Toons                      | Меган                               |
| 1992      | ф | Телефон дьявола 2              | 976-Evil II                     | Лоулор                              |
| 1992      | ф | Манчи                          | Munchie                         | мисс Лорел                          |
| 1992      | ф | Чудо-пляж                      | Miracle Beach                   | Синди Битти                         |
| 1995      | в | Трудный ребёнок 3              | Problem Child 3: Junior in Love | блондинка                           |